# Hideo Ōba
Hideo Ōba (大庭秀雄, Ōba Hideo) est un réalisateur et scénariste japonais né le 28 février 1910 et mort le 10 mars 1997.

## Biographie

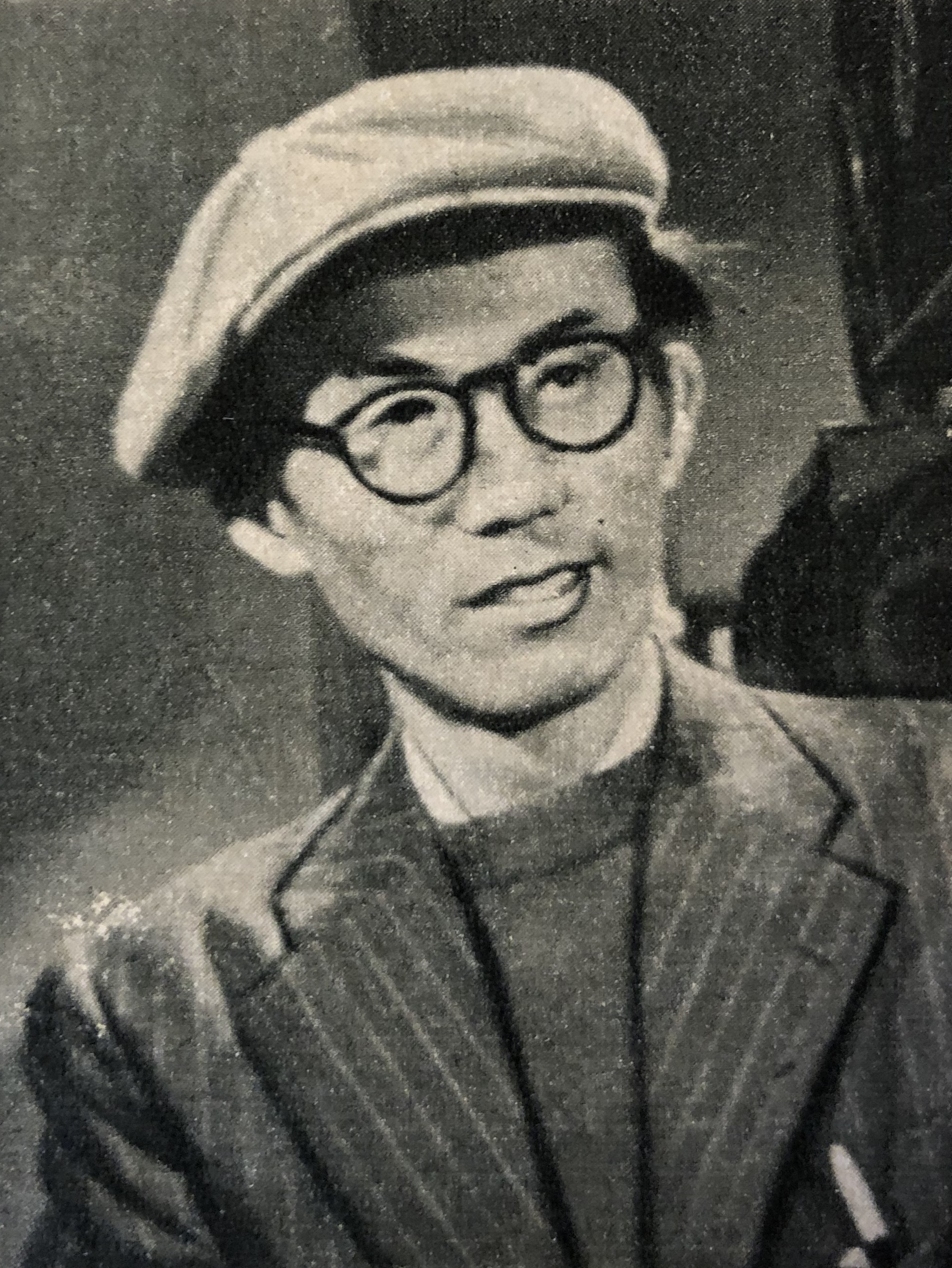
Hideo Ōba en 1954.

Hideo Ōba a réalisé plus de 60 films et écrit une quinzaine de scénarios entre 1935 et 1969.

## Filmographie partielle
- 1939 : Otto no kachi (良人の価値?)
- 1939 : Kangeki no koro (感激の頃?)
- 1940 : Katei no hata (家庭の旗?)
- 1940 : Utsukushiki rinjin (美しき隣人?)[2]
- 1940 : Utsukushiki wagaya (美しき我が家?)
- 1940 : Himetaru kokoro (秘めたる心?)
- 1940 : Fuyuki hakase no kazoku (冬木博士の家族?)
- 1941 : Hana wa itsuwarazu (花は偽らず?)
- 1942 : Chikai no minato (誓ひの港?)
- 1944 : Kachidoki ondo (勝鬨音頭?)
- 1946 : Kigeki wa owarinu (喜劇は終りぬ?)

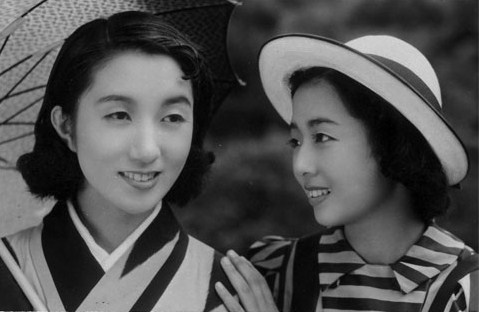
Mitsuko Miura et Kyōko Asagiri dans Himetaru kokoro (1940).

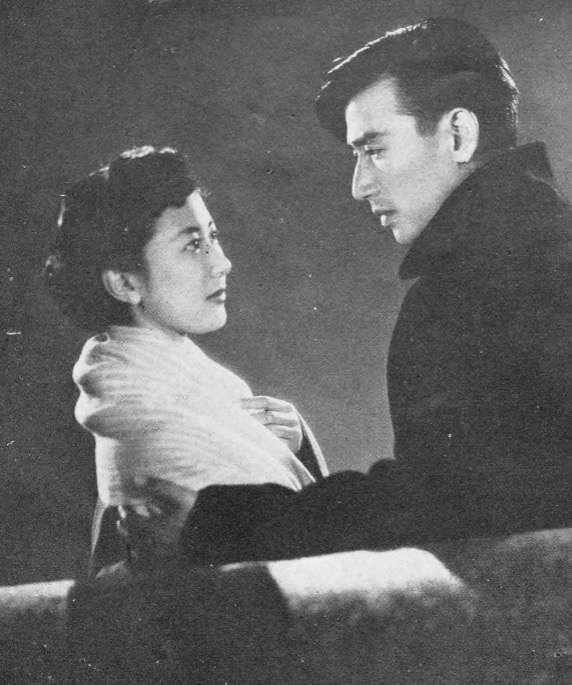
Keiko Kishi et Keiji Sada dans Quel est ton nom ? III (1954).

- 1946 : Nikoniko taikai (ニコニコ大会 歌の花籠 第一篇?) coréalisé avec Noboru Nakamura et Yūzō Kawashima[3]
- 1946 : Jinsei gajō (人生画帖?)
- 1948 : Idainaru X (偉大なるＸ?)
- 1948 : Taifuken no onna (颱風圏の女?)
- 1948 : Shachō to onna-tenin (社長と女店員?)
- 1949 : Utsukushiki batsu (美しき罰?)
- 1949 : Dassen jōnetsu musume (脱線情熱娘?)
- 1950 : Les Cloches de Nagasaki (長崎の鐘, Nagasaki no kane?)
- 1950 : Retour au pays (帰郷, Kikyō?)[4]
- 1951 : Junpaku no yoru (純白の夜?)
- 1951 : Inochi uruwashi (命美わし?)
- 1952 : Futatsu no hana (二つの花?)
- 1952 : Jōka (情火?)
- 1953 : Aiyoku no sabaki (愛慾の裁き?)
- 1953 : Quel est ton nom ? (君の名は, Kimi no na wa?)[5]
- 1953 : Quel est ton nom ? II (君の名は 第二部, Kimi no na wa: Dai-ni-bu?)
- 1954 : Quel est ton nom ? III (君の名は 第三部, Kimi no na wa: Dai-san-bu?)
- 1955 : Ejima Ikushima (絵島生島?)
- 1957 : Tenshi no jikan (天使の時間?)
- 1958 : Kuroi kafun (黒い花粉?)
- 1958 : Hana no uzushio (花のうず潮?)
- 1958 : Me no kabe (眼の壁?)
- 1959 : Aru rakujitsu (ある落日?)
- 1959 : Wakai sugao (若い素顔?)
- 1960 : Shu no kafun (朱の花粉?)
- 1960 : Rishū (離愁?)
- 1961 : La Danse d'une femme[6] ou La Danse de la femme[7] (女舞, Onna mai?)
- 1961 : Kyōgeshō (京化粧?)
- 1962 : Ai to kanashimi to (愛と悲しみと?)
- 1963 : Conte des chrysanthèmes tardifs (残菊物語, Zangiku monogatari?)
- 1965 : Pays de neige (雪国, Yukiguni?)
- 1966 : Yokobori kawa (横堀川?)
- 1967 : Haru biyori (春日和?)
- 1967 : Inazuma (稲妻?)
- 1969 : Wakare (永訣?)

### Vidéographie
- 1993 : My Life in Cinema: Hideo Oba (わが映画人生 大庭秀雄監督編, Waga eiga jinsei: Ōba Hideo kantoku hen?), Nagisa Ōshima interviewe Hideo Ōba